# East Kent Cougars
Gli East Kent Cougars sono stati una squadra di football americano, di Folkestone, in Inghilterra, fondata nel 1987 e chiusa nel 1990.

## Dettaglio stagioni

### Tornei nazionali

#### Campionato

##### BGFL Premiership
| Stagione | regular season | regular season | regular season | regular season | regular season | regular season | playoff | playoff | playoff | playoff | playoff | playoff          | playoff               |
|          | Vin            | Par            | Per            | Tot            | PF             | PS             | Vin     | Per     | Tot     | PF      | PS      | risultato        | avversaria            |
| -------- | -------------- | -------------- | -------------- | -------------- | -------------- | -------------- | ------- | ------- | ------- | ------- | ------- | ---------------- | --------------------- |
| 1987     | 7              | 0              | 3              | 10             | 242            | 113            | 0       | 1       | 1       | 13      | 28      | Semifinale       | Merseyside Centurions |
| 1988     | 10             | 0              | 0              | 10             | 470            | 77             | 1       | 1       | 2       | 38      | 42      | Quarti di finale | Woking Generals       |
| Totale   | 17             | 0              | 3              | 20             | 712            | 190            | 1       | 2       | 3       | 51      | 70      |                  |                       |

Fonti: Enciclopedia del Football - A cura di Roberto Mezzetti

### Riepilogo fasi finali disputate
| Anno           | Luogo | Evento           | Fase del torneo  | Incontro                                  | Risultato |
| 16 agosto 1987 |       | BGFL Premiership | Semifinale       | Merseyside Centurions - East Kent Cougars | 28 - 13   |
| 21 agosto 1988 |       | BGFL Premiership | Quarti di finale | Woking Generals - East Kent Cougars       | 36 - 19   |